# Hristo Etropolski
Hristo Mihajlov Etropolski (in bulgaro Христо Михайлов Етрополски?; Sofia, 18 marzo 1959) è un ex schermidore bulgaro, vincitore di tre medaglie d'argento e due di bronzo ai campionati mondiali di scherma.
È il fratello gemello di Vasil Etropolski.